# Chromis limbata
Chromis limbata är en fiskart som först beskrevs av Valenciennes, 1833.  Chromis limbata ingår i släktet Chromis och familjen Pomacentridae. Inga underarter finns listade i Catalogue of Life.
Denna fisk förekommer i Atlanten kring Azorerna (Portugal), Kanarieöarna (Spanien) samt längs Afrikas kust från Senegal till Kongo-Brazzaville. En liten population hittades vid södra Brasilien. Arten dyker till ett djup av 45 meter. Den hittas vid klippor och den äter plankton.
För beståndet är inga hot kända. Chromis limbata är ofta vanligt förekommande. Den listas av IUCN som livskraftig (LC).